# Cocodrilo Dundee 2
Cocodrilo Dundee 2, titulada en inglés Crocodile Dundee II, es una película cómica estrenada el 20 de mayo de 1988 en Australia y el 25 de mayo en Estados Unidos. Protagonizada por Paul Hogan y Linda Kozlowski. Dirigida por John Cornell y secuela de Cocodrilo Dundee (1986).

## Argumento
El excéntrico australiano apodado Cocodrilo Dundee (Paul Hogan) sigue intentando adaptarse a la frenética y cómoda vida de Nueva York junto a su bella novia Sue (Linda Kozlowski), pero pronto ambos se verán envueltos en una mortífera trama en el mundo de las drogas. Una peligrosa banda de traficantes les persiguirá por la gran manzana, pero Dundee tiene un plan para salir airoso de la situación.
Dundee logrará que la banda de criminales siga a la pareja hasta un pequeño paraje del continente australiano. Muy pronto los malvados tipos que van tras ellos descubrirán que ahora es su vida la que peligra, ellos también pueden acabar varios metros bajo tierra.

## Localizaciones
Cocodrilo Dundee 2 se empezó a rodar el 27 de agosto de 1987 en diferentes localizaciones de Estados Unidos y Australia. Destacando la ciudad de Nueva York, Long Island y diferentes localizaciones dentro de Australia.

## Recepción crítica y comercial
Según la página de Internet Rotten Tomatoes obtuvo un 14% de comentarios positivos. Destacar el comentario del crítico cinematográfico Jeffrey Westhoff: 

"La comedia más aburrida que jamás haya visto."
Jeffrey Westhoff.

Recaudó en Estados Unidos 109 millones de dólares. Sumando las recaudaciones internacionales la cifra asciende a 239 millones. Se desconoce cuál fue el presupuesto invertido en la producción. Las tres películas han recaudado en total 309 millones de dólares sólo en Estados Unidos.

## Fechas de estreno mundial
| País                                                                          | Fecha de estreno                   |
| ----------------------------------------------------------------------------- | ---------------------------------- |
| Alemania                                                                      | Jueves 11 de agosto de 1988        |
| Argentina                                                                     | Jueves 14 de julio de 1988         |
| Australia                                                                     | Jueves 19 de mayo de 1988          |
| Austria                                                                       | Viernes 12 de agosto de 1988       |
| Bélgica                                                                       | Miércoles 26 de octubre de 1988    |
| Belice · Costa Rica · El Salvador · Guatemala · Honduras · Nicaragua · Panamá | Miércoles 14 de septiembre de 1988 |
| Brasil                                                                        | Jueves 11 de agosto de 1988        |
| Chile                                                                         | Domingo 25 de diciembre de 1988    |
| Colombia                                                                      | Miércoles 31 de agosto de 1988     |
| Corea del Sur                                                                 | Sábado 28 de abril de 1990         |
| Dinamarca                                                                     | Viernes 15 de julio de 1988        |
| Ecuador                                                                       | Miércoles 10 de agosto de 1988     |
| Egipto                                                                        | Lunes 27 de febrero de 1989        |
| España                                                                        | Viernes 15 de julio de 1988        |
| Estados Unidos · Canadá                                                       | Miércoles 25 de mayo de 1988       |
| Filipinas                                                                     | Miércoles 28 de febrero de 1990    |
| Finlandia                                                                     | Viernes 29 de julio de 1988        |
| Francia                                                                       | Miércoles 26 de octubre de 1988    |

| País                 | Fecha de estreno                 |
| -------------------- | -------------------------------- |
| Grecia               | Viernes 7 de octubre de 1988     |
| Hong Kong            | Jueves 21 de julio de 1988       |
| India                | Viernes 10 de noviembre de 1989  |
| Israel               | Viernes 8 de julio de 1988       |
| Italia               | Viernes 23 de septiembre de 1988 |
| Japón                | Sábado 6 de agosto de 1988       |
| Líbano               | Viernes 12 de agosto de 1988     |
| Malasia              | Jueves 9 de junio de 1988        |
| México               | Jueves 15 de septiembre de 1988  |
| Noruega              | Jueves 4 de agosto de 1988       |
| Nueva Zelanda        | Viernes 1 de julio de 1988       |
| Países Bajos         | Jueves 7 de julio de 1988        |
| Perú                 | Jueves 15 de septiembre de 1988  |
| Portugal             | Viernes 30 de septiembre de 1988 |
| Reino Unido Irlanda  | Viernes 24 de junio de 1988      |
| República Dominicana | Jueves 11 de agosto de 1988      |
| Singapur             | Jueves 2 de junio de 1988        |
| Sudáfrica            | Viernes 22 de julio de 1988      |
| Suecia               | Viernes 8 de julio de 1988       |
| Suiza                | Viernes 12 de agosto de 1988     |
| Tailandia            | Sábado 9 de julio de 1988        |
| Taiwán               | Sábado 16 de julio de 1988       |
| Turquía              | Viernes 15 de febrero de 1991    |
| Uruguay              | Jueves 30 de junio de 1988       |
| Venezuela            | Miércoles 20 de julio de 1988    |

## DVD
Cocodrilo Dundee salió a la venta el 18 de febrero de 2004 en España, en formato DVD. El disco contiene menús interactivos, acceso directo a escenas, subtítulos en múltiples idiomas, documental: "detrás de la cámara" y tráiler cinematográfico. En Estados Unidos salió a la venta el 18 de septiembre de 2001, en formato DVD. El disco contiene menús interactivos, acceso directo a escenas y subtítulos en múltiples idiomas. Por otro lado existe una edición especial, también en formato DVD, formada por los tres títulos de la saga; Cocodrilo Dundee, Cocodrilo Dundee 2 y Crocodile Dundee in Los Angeles. Los discos contienen menús interactivos, acceso directo a escenas y subtítulos en múltiples idiomas. En España existe, además, otra edición especial que incluye los dos primeros títulos de la saga, en formato DVD. Los discos contienen menús interactivos, acceso directo a escenas, subtítulos en múltiples idiomas, tráiler cinematográfico de las dos películas  y documental: "detrás de las cámaras".